# Kevin Light
Kevin Richard Light (født 16. maj 1979 i Vancouver) er en canadisk tidligere roer, olympisk guldvinder og tredobbelt verdensmester.
I 2001 kom Light med i den otter, som skulle blive en international magtfaktor op gennem årtiet. I 2002 og 2003 blev canadierne verdensmestre i båden, og de deltog første gang ved OL i 2004 i Athen som en af favoritterne. Canadierne blev ved OL nummer to i det indledende heat, besejret af USA, hvor begge både var under den gældende verdensrekord. Canadierne vandt derpå opsamlingsheatet, hvorpå de var kvalificeret til A-finalen. Her havde de svært ved at følge med og endte som nummer fem, næsten ti sekunder efter de amerikanske vindere.
Canadierne vandt VM igen i 2007 og var derfor igen blandt favoritterne ved OL 2008 i Beijing. Den canadiske otter vandt da også sit indledende heat, og i finalen førte canadierne hele vejen, så de sluttede med et forspring til Storbritannien på over et sekund med USA på tredjepladsen. Udover Rutledge bestod bådens besætning af Ben Rutledge, Andrew Byrnes, Jake Wetzel, Malcolm Howard, Dominic Seiterle, Adam Kreek, Kyle Hamilton og styrmand Brian Price – fem af bådens besætning var gengangere fra OL 2004. Canadierne blev dermed de første forsvarende verdensmestre, der vandt OL-guld, siden DDR gjorde det i 1979-1980.
Udover VM og OL vandt den canadiske otter med Light seks World Cup-løb i perioden 2003–2008. I 2006 havde han kortvarigt roet toer uden styrmand, og her vandt han sammen med Howard Malcolm bronze ved VM. Efter OL 2008 skiftede Light til firer uden styrmand og senere igen til toer med styrmand. Han deltog for sidste gang ved VM i 2010, hvor han i denne båd sammen med Steven Vanknotsenburg og styrmand Brian Price vandt bronze.

## OL-medaljer
- 2008:  Guld i otter